# Erik Hagwall
Erik Hagwall, född 16 februari 1901 i Skedevi församling i Östergötlands län, död 10 augusti 1987 i Lidingö i Stockholms län, var en svensk arkitekt. 
Hagwall, som var son till kontraktsprost Emil Hagwall och Ellen Rosén, utexaminerades från Kungliga Tekniska högskolan 1931. Han var anställd på Arkitekt- och byggnadsbyrån  i Linköping 1934–1936, hos stadsarkitekt Sten Westholm 1937–1942, på HSB:s riksförbunds arkitektkontor i Stockholm 1943–1947 och på Einar Hedmans arkitektkontor i Karlshamn från 1948 till pensioneringen. Han var även lärare på Mörrums skola för yrkesundervisning 1954–1957.